# 长安路街道 (西安市)
长安路街道，是中华人民共和国陕西省西安市碑林區下辖的一个乡镇级行政单位。

## 行政区划
长安路街道下辖以下地区：
新西里社区、夏家庄社区、朱雀南社区、朱雀北社区、振兴社区、仁义社区、永宁社区、光荣社区、草场坡社区、西勘设计院社区、三五三八厂社区、南稍门社区、小雁塔社区、仁义宏信社区和南关社区。